# Alain Renouf
Pour les articles homonymes, voir Renouf.
Alain Renouf (31 août 1949, Nice - 17 mars 1974, Toulon) était un pilote de moto français, spécialiste de la course de côte sur Norton.

## Biographie
Alain Renouf naît le 31 août 1949 à Nice, ville où est venue s'installer sa famille d'origine normande. Son père, Paul, est instituteur et professeur de musique ; sa mère, Gisèle, est également musicienne. Il a un frère, Gérard, aujourd'hui auteur.
Après avoir effectué ses études à Nice, il décide de se consacrer à la mécanique. En 1970, il ouvre un petit magasin dans le centre-ville et devient concessionnaire Norton Dunstall. C'est à cette époque qu'il rencontre le préparateur "King's Motorcycle", dirigé par Hubert Soumet. En 1972, il ouvre dans la même ville un magasin plus vaste et devient concessionnaire Kawasaki.
Alain Renouf, membre du Centaure Club de Nice, souvent vêtu de sa combinaison de cuir rouge facilement identifiable, participe dès 1971 à des courses de côte (sur Norton). En 1973, ce pilote prometteur est vainqueur de la première édition du Tour de France moto et obtient la deuxième place du Bol d'or 1973, avec son équipier René Guili, sur une Kawasaki 900 Z1 préparée par King's Motorcycle.
Sa notoriété naissante impressionne localement : Johnny Hallyday achète une Z1 dans son magasin (la presse locale relate l'« évènement »). Le maire de Nice Christian Estrosi rappelle ce fait à l'occasion de l'hommage posthume qui est fait en l'honneur du chanteur. Nicolas Hulot rappelle, dans son livre autobiographique Les Chemins de Traverse, qu'il était alors un modèle pour de nombreux jeunes niçois qui l'imitaient lors de « courses » à cyclomoteurs. Mais c'est surtout Christian Estrosi qui, après lui avoir acheté sa première véritable moto, une kawasaki 350 S2, le considère comme son mentor dans le milieu de la compétition motocycliste (la disparition brutale de son ami affectera d'ailleurs Estrosi qui hésitera un temps à poursuivre sa carrière de pilote).
Le dimanche 17 mars 1974, alors qu'il essaie sa toute nouvelle Yamaha TZ 350 sur le circuit du Castellet, Alain Renouf chute lourdement dans la grande courbe de Signes située au bout de la longue ligne droite du mistral. Transporté à l'hôpital de Toulon, il y décède. Il laisse une petite fille, Karine.

## Palmarès
- Vainqueur du 1er Tour de France Moto sur Kawasaki 900 Z1 en 1973
- 2e du Bol d'or 1973 avec René Guili sur une Kawasaki 900 Z1 préparée par King's Motorcycle